# Eugénia Bettencourt
Eugénia Bettencourt (Açores, Terceira, 19 de julho de 1944) é uma actriz portuguesa.

## Carreira
Eugénia Bettencourt é natural da Praia da Vitória Ilha Terceira, Açores.
Estreou-se em 1963 na peça A Castro, com encenação de Carlos Avilez.
Frequentou o curso de atores do Conservatório Nacional de Teatro.
Integrou o elenco do Teatro Experimental de Cascais, Teatro Os Cómicos, Teatro A Barraca...
Atriz recorrente no cinema de António de Macedo, em filmes como As Horas de Maria (1977) ou Chá Forte com Limão (1993).
Em 1988 apresentou o programa da RTP - Panorama das Artes Plásticas.
Foi a antagonista da telenovela Telhados de Vidro (1993), primeira telenovela da TVI.
Na rádio, foi atriz em diversas peças de teatro radiofónico e disse poesia em vários programas radiofónicos. 
Participou em peças de teatro radiofónico como Alves e Companhia (1980); História de Amor (1987) e O Inseparável (1988).
Colaborou igualmente em programas de poesia como Para Além da Leitura (Antena 2), Momento de Poesia (Antena 1), À Esquina da Um (Antena 1), À Esquina do Século (Antena 1) e À Esquina do Mundo (Antena 1)
Em 1978 recebeu o Prémio da Interpretação Feminina "Makhila d'Honneur", no Festival de Biarritz. 

## Televisão
- 1965 - Sinfonia Incompleta
- 1967 - Roteiro Poético
- 1979 - Zé Gato[15]
- 1980 - Retalhos da Vida de Um Médico
- 1987 - A Relíquia[16]
- 1988 - Eu Show Nico
- 1988 - Passerelle
- 1990 - Um Amor Feliz[17]
- 1992 - O Altar dos Holocaustos[18]
- 1993 - Telhados de Vidro
- 1994 - Nico d'Obra
- 1999 - Médico de Família
- 2001 - O Espírito da Lei
- 2008 - Chiquititas
  - Lista incompleta

## Cinema
- 1976 - O Princípio da Sabedoria
- 1977 - As Horas de Maria
- 1980 - O Príncipe com Orelhas de Burro
- 1983 - Os Abismos da Meia-Noite
- 1993 - Chá Forte com Limão
- 1997 - A Tempestade da Terra
- 1998 - O Anjo da Guarda

## Teatro
- 1963 - Castro - Sociedade Guilherme Cossoul
- 1967 - António Marinheiro - Companhia Portuguesa de Comediantes
- 1968 - O Comissário de Polícia - Teatro Experimental de Cascais[19]
- 1973 - Fuenteovejuna - Teatro Experimental de Cascais[20]
- 1975 - Cerimonial Para Um Combate - Teatro Experimental de Cascais[21]
- 1976 - A Ópera dos Três Vinténs - Teatro Experimental de Cascais[22]
- 1976 - Do Teatro ao Cais do Sodré - Teatro do Bairro Alto (Os Cómicos)[23]
- 1977 - O Conde Barão - Estrela Hall (Os Cómicos)[24][25]
- 1981 - Casamento Branco - Teatro Aberto[26]
- 1990 - Liberdade em Bremen - Teatro A Barraca[27]
- 1991 - Uma Floresta de Enganos - Teatro A Barraca[28]
- 1997 - Vozes da Paixão - Centro Cultural de Belém
  - Lista incompleta